# باسم قورقت
باسم قورقت (25 5 1904 - 2 11 1975) كاتب وفقيه ومترجم بوسني. هو صاحب إحدى أشهر ترجمات القرآن باللغة البوسنية.
ولد في سراييفو في 25 يونيو 1904 .في عام 1925 ذهب إلى القاهرة للتعلم في الأزهر. تخرج في عام 1931 وبعد عودته إلى سراييفو عين مدرسا في مدرسة الشريعة القضائية حيث درس اللغة العربية والفقه والتاريخ.

## المؤلفات
- ترجمة القرآن إلى اللغة البوسنية [2]

## الوصلات الخارجية
- ترجمة اباسم قورقت على kuran.hamajlija.com